# Metalobosia cupreata
Metalobosia cupreata är en fjärilsart som beskrevs av Gottfried Christian Reich 1933. Metalobosia cupreata ingår i släktet Metalobosia och familjen björnspinnare. Inga underarter finns listade i Catalogue of Life.